# Siarhej Dalidovitj
Siarhej Mikalajevitj Dalidovitj (belarusiska: Сяргей Мікалаевіч Далідовіч; ryska: Сергей Николаевич Долидович: Sergej Nikolajevitj Dolidovitj) född 18 maj 1973 i Orsja i Vitryska SSR i Sovjetunionen (nu Belarus), är en belarusisk längdskidåkare.
Dalidovitj har tävlat i världscupen i längdskidåkning sedan säsongen 1993/1994. Hans första lopp var 30 km i klassisk stil i Santa Caterina, Italien den 11 december 1993 där han slutade 49:a. Han har varit på pallen i två världscuplopp, första gången i Kuopio, Finland i mars 2003 då han vann det klassiska loppet över 60 km och den andra gången i Rybinsk 2009 då han blev trea på dubbeljakten. Han har varit topp tio i ytterligare sex lopp i världscupen.
Åtta världsmästerskap i nordisk skidsport har Dalidovitj tävlat i. Hans första var i Trondheim 1997 där han enbart körde femmilen på vilken han slutade som tolva. I Val di Fiemme 2003 blev han tolva på dubbeljakten. På dubbeljakten två år senare i Oberstdorf blev han sexa. I Sapporo 2007 blev han tolva på 12 km fristil. På femmilen i Liberec 2009 slutade han femma. I Oslo 2011 kom hans hittills bästa placering då han slutade fyra på dubbeljakten. På 50 km vid samma mästerskap var Dalidovitj med i tätklungan under slutet av loppet, men på grund av ett fall strax innan åkarna skulle in i stadion för målgång förstörde han chanser och han slutade tia. Totalt har Dolidovitj ställt upp i 30 lopp i 10 världsmästerskap.
Redan 1994 i Lillehammer körde Dalidovitj sitt första lopp i olympiska spelen. Hans första lopp var 30 km i fri stil där han slutade 37:a. Han har tävlat i totalt sex olympiska spel. Bäst resultat nådde han i Sotji 2014 då han bara ställde upp i femmilen där han slutade 5:e. Han har även en fjortondeplats från 30 km i Salt Lake City 2002 och en tolfte plats från femmilen i Turin 2006. Vid olympiska vinterspelen 2010 i Vancouver tävlade Dalidovitj i sprintstafetten med landsmannen Leanid Karnijenka, laget var på väg mot en överraskande final då Karnijenka körde fel på upploppet och laget gick aldrig i mål.